# Schietsport op de Paralympische Zomerspelen 1980
De VIe Paralympische Spelen werden in 1980 gehouden in Arnhem en Veenendaal, Nederland. sportschieten was een van de 13 sporten die beoefend werden tijdens deze spelen. Tijdens deze spelen werden de eerste schietsport medailles ooit voor België behaald door Philip Wouters en J. van Ballenberghe. Ook voor Nederland werden de eerste medailles behaald en wel door; Dick Munter en P. Hommerson.

## Evenementen
Er stonden bij het schieten 9  evenementen op het programma, 1 voor de mannen, 1 voor de vrouwen en 7 gemengde evenementen. 
mannen
- Luchtpistool, amputatie

Vrouwen
- Luchtpistool, amputatie

Gemengd
- Luchtpistool, 2-5
- Luchtgeweer, 3 posities, 1A-1C
- Luchtgeweer, 3 posities, 2-5
- Luchtgeweer, geknield, 1A-1C
- Luchtgeweer, geknield, 2-5
- Luchtgeweer, liggend, 1A-1C
- Luchtgeweer, staand, 2-5

## Mannen

### Luchtpistool
| Klasse    | Punten | land | Goud         | land | Zilver       | land | Brons       |
| --------- | ------ | ---- | ------------ | ---- | ------------ | ---- | ----------- |
| Amputatie | 369    | FRA  | Joel Guillon | CAN  | Laszlo Decsi | NED  | Dick Munter |

## Vrouwen

### Luchtpistool
| Klasse    | Punten | land | Goud          | land | Zilver | land | Brons |
| --------- | ------ | ---- | ------------- | ---- | ------ | ---- | ----- |
| Amputatie | 344    | AUT  | Marianne Ruml |      |        |      |       |

## Gemengd

### Luchtpistool
| Klasse | Punten | land | Goud             | land | Zilver        | land | Brons      |
| ------ | ------ | ---- | ---------------- | ---- | ------------- | ---- | ---------- |
| 2-5    | 366    | SUI  | Alfred Bangerter | AUT  | Oskar Kreuzer | NZL  | G. Tarrant |

### Luchtgeweer
| Klasse | Onderdeel  | Punten | land | Goud            | land | Zilver          | land | Brons               |
| ------ | ---------- | ------ | ---- | --------------- | ---- | --------------- | ---- | ------------------- |
| 1A-1C  | 3 posities | 1071   | DEN  | Jan Kristensen  | AUS  | Barbara Caspers | CAN  | Y. Page             |
| 2-5    | 3 posities | 1169   | AUT  | J. Gruber       | AUS  | Libby Kosmala   | SWE  | Jonas Jacobsson     |
| 1A-1C  | geknield   | 374    | AUS  | Barbara Caspers | BEL  | Philip Wouters  | DEN  | Jan Kristensen      |
| 2-5    | geknield   | 394    | AUT  | J. Gruber       | AUS  | Libby Kosmala   | BEL  | J. van Ballenberghe |
| 1A-1C  | liggend    | 385    | BEL  | Philip Wouters  | CAN  | Y. Page         | NED  | P. Hommerson        |
| 2-5    | liggend    | 396    | AUS  | Libby Kosmala   | AUT  | J. Gruber       | SUI  | Peter Klotz         |
| 1A-1C  | staand     | 346    | DEN  | Jan Kristensen  | CAN  | Y. Page         | AUS  | Barbara Caspers     |
| 2-5    | staand     | 381    | SWE  | Jonas Jacobsson | AUT  | J. Gruber       | FRA  | B. Pique            |

Atletiek · Basketbal · Boogschieten · Dartchery · Gewichtheffen · Goalball · Koersbal · Schermen · Schietsport · Tafeltennis · Volleybal · Worstelen · Zwemmen
Toronto 1976 ·
Arnhem 1980 ·
New York & Stoke Mandeville 1984 ·
Seoel 1988 ·
Barcelona 1992 ·
Atlanta 1996 ·
Sydney 2000 ·
Athene 2004 ·
Peking 2008 ·
Londen 2012 ·
Rio de Janeiro 2016 ·
Tokio 2020 ·
Parijs 2024 ·
Los Angeles 2028